# Perpetuus von Tours

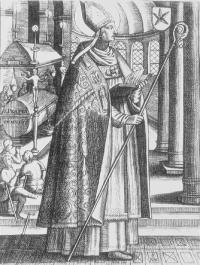
Hl. Perpetuus von Tours

Perpetuus war von 460 bis 490 (oder 461 bis 491) Bischof von Tours. Er wird in der Römisch-Katholischen Kirche als Heiliger verehrt. Sein Festtag ist der 8. April. In der Bildenden Kunst wird er als Bischof, der den Bau einer Kirche leitet, dargestellt.

## Vita
Perpetuus stammte aus einer vornehmen Familie und wurde um das Jahr 460 als Nachfolger seines Verwandten Eustochius zum 8. Bischof von Tours ordiniert. Bald darauf führte er den Vorsitz auf einem Konzil mit acht weiteren Bischöfen, auf dem Regeln für die kirchliche Disziplin festgelegt wurden. Einige für „unwürdig“ befundene Priester wurden daraufhin aus ihren Ämtern entfernt. Er nahm St. Martin in den Festkalender des Bistums auf.
Um das Jahr 470 ließ er die kleine vom Hl. Brictius erbaute Kapelle über dem Grab des vom Volk als „heilig“ verehrten St. Martin abtragen und durch eine imposante Kirche ersetzen, die Gregor von Tours ausführlich beschreibt. In seiner 30-jährigen Amtszeit ließ er zahlreiche weitere Kirchen bauen und trieb die Christianisierung im fränkisch-westgotischen Grenzgebiet voran.
Ungefähr im Jahr 480 legte Perpetuus den Martinstag (11. November) als Beginn der adventlichen Buß- und Fastenzeit 40 Tage vor Weihnachten fest (Martinsquadragese). Die Gläubigen mussten wöchentlich dreimal fasten, um sich durch Buße und Metanoia (Umkehr, Umdenken) spirituell auf die Ankunft des Heilands vorzubereiten. Die am Ende des 5. Jahrhunderts entstandene Martinsvita des Paulinus von Périgueux ist ihm gewidmet.
Sein Todesdatum ist unsicher und wird mit dem 1. Januar 490, 8. Dezember 490 oder 8. April 491 angegeben. Amtsnachfolger als Bischof wurde sein Verwandter Volusianus.
Das Testament des Heiligen Perpetuus, in dem er seinen Besitz den Armen, Waisen und Witwen vermacht, wurde erstmals von Dom Luc d’Achery in seinem Spicilegium veröffentlicht und ist wahrscheinlich eine Fälschung.